# Miniatura (iluminura)
A pintura da Idade Média pode ser considerada sob três formas distintas segundo o fim a que se destina, pelas dimensões e pela técnica: pintura de manuscritos (pictura codicum); pintura a fresco (pictura in pariete); e pintura em tábua (pictura in tabula). A miniatura ou iluminura (termos que podem ser empregados indistintamente) tem por objetivo a ilustração de livros; a pintura a fresco a decoração de edifícios; e a pintura em tábua, pela sua natureza essencialmente móvel, destina-se a este ou àquele lugar. Quanto às dimensões, a miniatura é uma pintura em ponto pequeno, reduzida às proporções de uma inicial ou de uma vinheta e que, em nenhum caso, ultrapassa o formato de um in-fólio. A pintura mural atinge proporções monumentais, cobrindo, por vezes, paredes de muitos metros quadrados. A pintura em tábua é o meio termo entre as duas e pode ir do pequeno oratório ao grande retábulo de altar. 

A técnica é um terceiro elemento que distingue as três modalidades da pintura medieval. A miniatura e o fresco adotam o processo da pintura à base de água: guache ou têmpera, ao passo que a pintura de quadros de cavalete emprega a tinta a óleo, a partir do século XV. O estudo da pintura da Idade Média mostra que a miniatura (ou iluminura) precedeu muitos séculos a pintura a óleo.

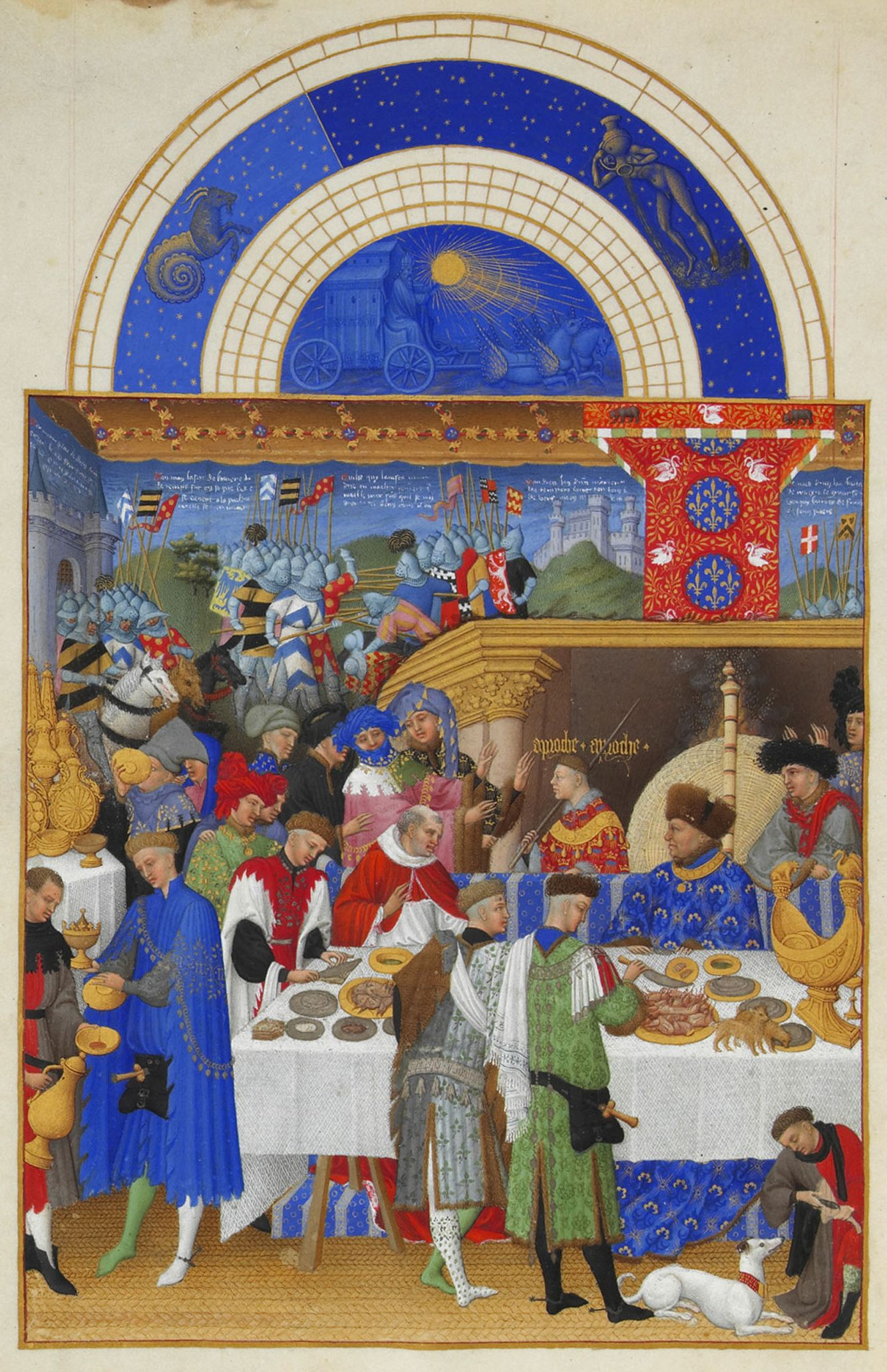
Um exemplo de miniaturaː o mês de janeiro representado no livro As mui ricas horas do duque de Berry, dos Irmãos Limbourg. Museu Condé, Chantilly, ms.65, f.1v, c. 1411-1416.

A miniatura pode simplesmente designar uma pintura figurativa independente, não ligada a uma letra inicial no âmbito de uma iluminura de um livro, e geralmente é destinada a ilustrar o texto. O termo é também empregado para denominar retratos pintados sobre pequenas placas de marfim.
No contexto histórico, é importante entender a origem dos termos miniatura e iluminura com que se designa indistintamente a ornamentação policroma dos velhos pergaminhos e dos in-fólios manuscritos. O termo miniatura designando uma pintura de pequenas dimensões, executada a guache sobre pergaminho acompanhando o texto, é completamente estranho à linguagem da Idade Média. Somente aparece na França no fim do século XVI e passava ainda por neologismos na Itália no séc. XVII, segundo Leonne Allaci que escrevia na sua obra "De Libris Eclesiasticis Graecorum" , publicado em Paris, em 1645, o seguinte: Picturam (codicum manuscriptorum) recentiores miniaturam vocant. A palavra miniatura deriva do latim minium, cor de sulfeto de mercúrio, chamado também cinábrio ou vermelhão que se usava para destacar as iniciais dos manuscritos. Como pouco a pouco se começaram a introduzir figuras e mesmo pequenas cenas dentro das iniciais traçadas a minium, passou a se aplicar a tais pinturas o nome de miniatura.
A ansiedade de uma exuberante decoração dos manuscritos não deixou que a arte seguisse com tão poucos recursos. Descobre-se assim a aplicação nas folhas pergamináceas do ouro em pó ou em lâmina, da prata e de cores do gênero do guache. Chega-se assim a autêntica arte de iluminar, Ars Iluminandi, pois esses ornatos policromos e brilhantes eram como a luz e a iluminação. Foi esta a origem metafórica da palavra iluminura.